# Michael Jai White
Michael Richard Jai White (ur. 10 listopada 1967 w Brooklynie w Nowym Jorku) – amerykański aktor, scenarzysta, producent filmowy, reżyser, kaskader i mistrz sztuk walki.

## Życiorys

### Wczesne lata
Urodził się i dorastał w nowojorskim Brooklynie jako syn Renel i Melvina Lutallisa White’a. Jego matka była nauczycielką i pochodziła z Karoliny Południowej. Po obejrzeniu filmu Niezwyciężony zawodnik (Five Fingers of Death, 1972), zaczął interesować się sztukami walki. W wieku 7 lat zaczął uczęszczać na cotygodniowe zajęcia ju-jitsu. Kiedy miał 8 lat wraz z rodziną przeprowadził się do Bridgeport w Connecticut, gdzie trenował Shōtōkan i Kyokushin, a jako 13–latek zdobył swój pierwszy czarny pas. Mając 14 lat zaczął zarabiać, ucząc karate w lokalnym YMCA i walcząc w turniejach. 
Z biegiem lat otrzymał czarny pas w innych stylach walki takich jak: Taekwondo, Kobudo, Gōjū-ryū, Tangsudo, Wushu i Kyokushin. Trenował też mieszane sztuki walki i brazylijskie jiu-jitsu. Zdobywał wiele mistrzostw krajowych jako zawodnik mieszanych sztuk walki.
Zanim ukończył Bridgeport Central High School w 1985, ustanowił rekord szkoły w pchnięciu kulą (ok. 14 m 23 cm), który nie został pobity przez ponad 25 lat później. Na studiach White kilka razy zmieniał kierunki, odrzucając politologię i inżynierię na Uniwersytecie Stanowym Południowego Connecticut i UConn. W końcu został nauczycielem pedagogiki specjalnej i przez trzy lata uczył dzieci z zaburzeniami emocjonalnymi w Wilbur Cross Elementary School w Bridgeport. Następnie studiował aktorstwo w Herbert Berghof Studio w Nowym Jorku i na Uniwersytecie Yale. 

### Kariera
Brał udział w castingach do reklam, zanim w 1989 trafił na ekran w czarnej komedii Lloyda Kaufmana i Michaela Herza Toxic Avenger II (The Toxic Avenger Part II) i jej sequelu Toxic Avenger III: The Last Temptation of Toxie. W 1991 zadebiutował na scenie off-Broadwayu w roli Thomasa „Toma” Robinsona, Afroamerykanina, który został oskarżony o zgwałcenie białej dziewczyny w sztuce Harper Lee Zabić drozda u boku George’a Grizzarda.
Wystąpił w dwóch filmach sensacyjnych: Wojownicze Żółwie Ninja II: Tajemnica szlamu (Teenage Mutant Ninja Turtles II: The Secret of the Ooze, 1991) i Ronalda Emmericha Uniwersalny żołnierz (Universal Soldier, 1992) u boku Jeana-Claude’a Van Damme’a i Dolpha Lundgrena. Na planie filmowym pełnił także funkcję kaskadera w postapokaliptycznym Prototype (1992) i dreszczowcu Stevena Seagala Na zabójczej ziemi (On deadly Ground, 1994).
Pierwszą główną rolą był bokser wagi ciężkiej Mike Tyson w telewizyjnym filmie biograficznym HBO Tyson (1995) z udziałem George’a C. Scotta (jako Cus D’Amato) i Paula Winfielda (jako Don King). Wcielił się w tytułową postać w filmie Spawn (1997), co uczyniło go pierwszym Afroamerykaninem, który zagrał głównego superbohatera komiksów, a za rolę był nominowany do nagrody Blockbuster Entertainment. Zagrał jedną z głównych ról w filmie Uniwersalny żołnierz: Powrót (Universal Soldier: The Return, 1999).
W 2011 zadebiutował jako reżyser, tworząc film Po prostu walcz 2 (Never Back Down 2: The Beatdown), w którym odegrał rolę drugoplanową. Pięć lat później nakręcił sequel, Never Back Down: No Surrender.
Zdobył dwukrotnie nominację do NAACP Image Awards w kategorii wybitny aktor w filmie telewizyjnym, miniserialu lub serialu dramatycznym za rolę Derricka w dramacie telewizyjnym Lifetime Gniewna ławniczka (One Angry Juror, 2010) i jako Douglas, który dowiaduje się, że ma brata bliźniaka w dramacie telewizyjnym Czyjeś dziecko (Somebody’s Child, 2012).
Pojawił się także w teledyskach: „I Know What You Want” (2003) Mariah Carey i rapera Busty Rhymesa, „Your Love” (2010) trynidadzkiej raperki Nicki Minaj, „Hands Tied” (2010) Toni Braxton oraz „Let's Go” (2012) szkockiego producenta muzycznego i DJ-a Calvina Harrisa z gościnnym udziałem rapera Ne-Yo oraz „Where I Belong” (2021) Busty Rhymesa i Mariah Carey.
Znany z muskularnej budowy ciała oraz kulturystycznej sylwetki (ważąc ponad sto kilogramów) był na okładkach „Black Belt” (w lutym 2002 i w październiku 2014), „Muscle & Performance” (w lipcu 2010) i „Men’s Health” (w maju 2018).

## Życie prywatne
6 sierpnia 2005 ożenił się z Courtenay Chatman, z którą ma córkę Morgan Michelle (ur. 24 grudnia 2008). Jednak w lutym 2011 doszło do rozwodu. Z nieformalnych związków ma także dwóch synów. 3 lipca 2015 zawarł związek małżeński z Gillian Ilianą Waters.
Wspiera prawa osób LGBT, wziął udział w kampanii NOH8, zrealizowanej na rzecz legalizacji małżeństw homoseksualnych, tzw. Propozycja 8. Jest aktywistą na rzecz walki z AIDS.
Podczas świąt Bożego Narodzenia 2018 wziął udział w kampanii społecznej dla Afryki, w ramach festiwalu Full Circle w Ghanie, którego gospodarzem był Boris Kodjoe. W 2019 został intronizowany jako „Ohene” (król) Akwamu w Ghanie i otrzymał tradycyjny tytuł „Nana Akoto III, Odopon” (drzewo o silnych korzeniach, które nie boi się burzy).

## Filmografia

### Filmy
| Rok  | Tytuł                                                                                                  | Rola                             | Reżyser                                                    |
| ---- | --- | -------------------------------- | ---------------------------------------------------------- |
| 1989 | Toxic Avenger II (The Toxic Avenger Part II)                                                           | wykonawca Apocalypse Inc.        | Lloyd Kaufman, Michael Herz                                |
| 1989 | Toxic Avenger III: The Last Temptation of Toxie                                                        | wykonawca Apocalypse Inc.        | Lloyd Kaufman, Michael Herz                                |
| 1991 | Wojownicze Żółwie Ninja II: Tajemnica szlamu (Teenage Mutant Ninja Turtles II: The Secret of the Ooze) | widz                             | Michael Pressman                                           |
| 1991 | True Identity                                                                                          | uliczny chłopak                  | Charles Lane                                               |
| 1992 | Uniwersalny żołnierz (Universal Soldier)                                                               | żonierz                          | Roland Emmerich                                            |
| 1993 | Zabójca mojego brata (Full Contact)                                                                    | Low-Ball                         | Rick Jacobson                                              |
| 1994 | Uderzenie lwa (Lion Strike)                                                                            | Silvio                           | Rick Jacobson, Joe Hart (jako Jacobsen Hart), Paul G. Volk |
| 1994 | Na zabójczej ziemi (On Deadly Ground)                                                                  | Oil Worker                       | Steven Seagal                                              |
| 1995 | Tyson (TV)                                                                                             | Mike Tyson                       | Uli Edel                                                   |
| 1995 | Pięść sprawiedliwości (Ballistic)                                                                      | Quint                            | Kim Bass                                                   |
| 1996 | Captive Heart: The James Mink Story (TV)                                                               | Elroy                            | Bruce Pittman                                              |
| 1996 | Dwa dni z życia doliny (2 Days in the Valley)                                                          | Buck                             | John Herzfeld                                              |
| 1996 | Shaughnessy (TV)                                                                                       | stolarz                          | Michael Ray Rhodes                                         |
| 1997 | Spawn                                                                                                  | Al Simmons / Spawn               | Mark A.Z. Dippé                                            |
| 1997 | Przeklęte ulice (City of Industry)                                                                     | Odell Williams                   | John Irvin                                                 |
| 1998 | Nic do ukrycia (Ringmaster)                                                                            | Demond                           | Neil Abramson                                              |
| 1999 | Złodziejski trick (Thick as Thieves)                                                                   | Pointy                           | Scott Sanders                                              |
| 1999 | Śniadanie mistrzów (Breakfast of Champions)                                                            | Howell                           | Alan Rudolph                                               |
| 1999 | Bunt (Mutiny, TV)                                                                                      | Ben Cooper                       | Kevin Hooks                                                |
| 1999 | Uniwersalny żołnierz: Powrót (Universal Soldier: The Return)                                           | SETH                             | Mic Rodgers                                                |
| 2000 | Pieśń wolności (Freedom Song, TV)                                                                      | Coleman Vaughnes                 | Phil Alden Robinson                                        |
| 2001 | Mroczna dzielnica (Exit Wounds)                                                                        | Lewis Strutt                     | Andrzej Bartkowiak                                         |
| 2002 | Życie w trójkącie 2: Puszka Pandory (Pandora's Box)                                                    | Hampton Hines                    | Rob Hardy                                                  |
| 2003 | Hotel (TV)                                                                                             |                                  | Greg Yaitanes                                              |
| 2003 | Justice                                                                                                | Tre                              | Evan Oppenheimer                                           |
| 2004 | Kill Bill 2 (Kill Bill: Vol. 2)                                                                        | Alburt / Da Moe (sceny usunięte) | Quentin Tarantino                                          |
| 2004 | Silver Hawk (Fei Ying)                                                                                 | Morris                           | Jingle Ma                                                  |
| 2006 | Champion 2 (Undisputed II: Last Man Standing)                                                          | George Chambers                  | Isaac Florentine                                           |
| 2006 | Przewrotne szelmy (Getting Played, TV)                                                                 | aktor                            | David Silberg                                              |
| 2007 | Małżeństwa i ich przekleństwa (Why Did I Get Married?)                                                 | Marcus                           | Tyler Perry                                                |
| 2008 | Mroczny rycerz (The Dark Knight)                                                                       | Gambol                           | Christopher Nolan                                          |
| 2009 | Black Dynamite                                                                                         | Black Dynamite                   | Scott Sanders                                              |
| 2009 | Krew i kość (Blood and Bone)                                                                           | Isaiah Bone                      | Ben Ramsey                                                 |
| 2010 | Legenda Bruce’a Lee (The Legend of Bruce Lee)                                                          | Ali                              | Moon-ki Lee                                                |
| 2010 | Małżeństwa i ich przekleństwa 2 (Why Did i Get Married Too?)                                           | Marcus Williams                  | Tyler Perry                                                |
| 2010 | Mortal Kombat: Rebirth (wideo)                                                                         | Jackson Briggs                   | Kevin Tancharoen                                           |
| 2010 | Gniewna ławniczka (TV)                                                                                 | Derrick                          | Paul A. Kaufman                                            |
| 2011 | Siła taktyczna (Tactical Force)                                                                        | sierżant SWAT Tony Hunt          | Adamo Paolo Cultraro                                       |
| 2011 | Po prostu walcz 2 (Never Back Down 2: The Beatdown)                                                    | Case                             | Michael Jai White                                          |
| 2012 | Interesy i ekscesy (Freaky Deaky)                                                                      | Donnell Lewis                    | Charles Matthau                                            |
| 2012 | Philly Kid (The Philly Kid)                                                                            | Arthur Letts                     | Jason Connery                                              |
| 2012 | We the Party                                                                                           | oficer Davis                     | Mario Van Peebles                                          |
| 2014 | Bezlitosny (Skin Trade)                                                                                | Reed                             | Ekachai Uekrongtham                                        |
| 2014 | Androidcop (Android Cop)                                                                               | oficer Hammond                   | Mark Atkins                                                |
| 2014 | Falcon Rising                                                                                          | John 'Falcon' Chapman            | Ernie Barbarash                                            |
| 2015 | Echo śmierci (Echo Effect)                                                                             | James Webster, agent specjalny   | Kevin Carraway                                             |
| 2015 | Czekoladowe miasto (Chocolate City)                                                                    | Princeton                        | Jean-Claude La Marre                                       |
| 2016 | Po prostu walcz 3 (Never Back Down: No Surrender)                                                      | Casey „Case” Walker Jr.          | Michael Jai White                                          |
| 2016 | Kroniki strażnika (Vigilante Diaries)                                                                  | Barrington                       | Christian Sesma                                            |
| 2016 | Azjatycki łącznik (The Asian Connection)                                                               | Greg „Greedy Greg”               | Daniel Zirilli                                             |
| 2016 | Krzywy człowiek (The Crooked Man, TV)                                                                  | Milo                             | Jesse Holland                                              |
| 2017 | S.W.A.T.: Oblężenie (S.W.A.T.: Under Siege)                                                            | „Scorpion”                       | Tony Giglio                                                |
| 2017 | Czekoladowe miasto: Vegas Strip (Chocolate City: Vegas Strip)                                          | Princeton                        | Jean-Claude La Marre                                       |
| 2017 | Cops and Robbers                                                                                       | Michael                          | Scott Windhauser                                           |
| 2018 | Pan „Wypadek” (Accident Man)                                                                           | Mick                             | Jesse V. Johnson                                           |
| 2018 | Krwawy interes (Making a Killing)                                                                      | Orlando Hudson                   | Devin Hume                                                 |
| 2018 | Krew na betonie (Dragged Across Concrete)                                                              | „Herbatnik”                      | Steven Craig Zahler                                        |
| 2018 | Every Day Is Christmas (TV)                                                                            | Justin                           | David Weaver                                               |
| 2019 | The Hard Way                                                                                           | Payne                            | Keoni Waxman                                               |
| 2019 | Tajniak 2 (Undercover Brother 2)                                                                       | Tajny Brat                       | Leslie Small                                               |
| 2019 | Potrójne zagrożenie (Triple Threat)                                                                    | Devereaux                        | Jesse V. Johnson                                           |
| 2020 | Nagła śmierć (Welcome to Sudden Death)                                                                 | Jesse                            | Dallas Jackson                                             |
| 2021 | Batman: Dusza smoka (Batman: Soul of the Dragon)                                                       | Brązowy Tygrys (głos)            | Sam Liu                                                    |
| 2021 | Atak na szpital (Assault on VA-33)                                                                     | szef Malone                      | Christopher Ray                                            |
| 2021 | Mroczna przeszłość (Take Back)                                                                         | Brian                            | Christian Sesma                                            |
| 2021 | Ponad horyzont (Send It!)                                                                              | trener                           | Andrew Stevens                                             |
| 2021 | W pułapce (Rogue Hostage)                                                                              | Sparks                           | Jon Keeyes                                                 |
| 2021 | Czarny piątek (Black Friday)                                                                           | Archie                           | Casey Tebo                                                 |
| 2022 | Commando: Ostatnia misja (The Commando)                                                                | James Baker                      | Asif Akbar                                                 |
| 2022 | Dead Zone                                                                                              | Boss                             | Hank Braxtan                                               |
| 2022 | The Hit                                                                                                | Brooke                           | Reggie Currelley                                           |
| 2022 | Uciec przed przeszłością (As Good As Dead)                                                             | Bryant                           | R. Ellis Frazier                                           |
| 2022 | Come Out Fighting                                                                                      | sierżant AJ „Red” McCarron       | Steven Luke                                                |
| 2023 | Śnieżny dzień w Oakland (A Snowy Day in Oakland)                                                       | wielebny Carter                  | Kim Bass                                                   |
| 2023 | You’re Not Alone                                                                                       | Keith Mitchell                   | Chris Stokes                                               |

### Seriale TV
- 1992: Byle do dzwonka (Saved by the Bell) jako policjant wojskowy
- 1993: Renegat (Renegade) jako Luther - przyjaciel Dawn
- 1994: Living Single jako Steve
- 1994: Martin jako Valdez
- 1995: Nowojorscy gliniarze jako oficer Reginald 'Reggie' Fancy
- 1995: JAG – Wojskowe Biuro Śledcze jako oficer Peter Quinn / porucznik Martin Payne
- 2000: Wonderland jako dr Derrick Hatcher
- 2001: Boston Public jako Darren Schofield
- 2001: Soul Food jako Russell Banks
- 2003: CSI: Kryminalne zagadki Miami jako oficer Roy Bailey
- 2003–2004: Static Shock jako Osebo (głos)
- 2003–2005: Liga Sprawiedliwych (Justice League) jako Doomsday (głos)
- 2004–2005: Clubhouse jako Ellis Hayes
- 2006: Fuks (Windfall) jako Michael
- 2007–2008: House of Payne jako Bryan
- 2008: Li Xiao Long chuan qi jako Ali
- 2009: Spawn: The Animation jako Barabbas (głos)
- 2011: Batman: Odważni i bezwzględni (Batman: The Brave and the Bold) jako wytatuowany mężczyzna (głos)
- 2011: Mortal Kombat: Legacy jako Jackson Briggs / Major Jackson „Jax” Briggs
- 2013–2014, 2018–2019: Arrow jako Ben Turner / Brązowy Tygrys
- 2017: Niepewne (Insecure) jako Zeke
- 2020: Czarno to widzę (Black-ish) jako Vincent